# 히가시무라 아키코
히가시무라 아키코(일본어: 東村アキコ, 1975년10월 15일 ~ )는 일본의 만화가이다. 미야자키현 출신. O형

## 개요

### 인물
미야자키현 니시고등학교를 졸업 후 카나자와 미술공예대학 미술과 유화전공으로 진학한다. 대학 졸업 후에는 전신회사에서 근무하면서도 만화를 그리기 시작했다. 2004년에 첫번째 결혼 후, 두 번의 이혼 경력을 가지고 있으며, 슬하에는 2005년생인 아들 한 명이 있다. 동생 모리시게 타쿠마는 동종업계에서 같은 만화가로 활동하고 있다.
만화 작업을 하면서 어시스턴트들과 K-POP을 즐겨 들으면서 한국 문화에 관심을 가지게 되었다고 한다. 그러던 중, 어시스턴트들과의 회식 장소였던 한국요리점에서 우연찮게 배우 강동원 사진을 보고 열혈 팬이 된 것을 계기로 한국과 한국문화를 더욱 더 좋아하게 된다. 《해파리공주》(원제:海月姫) 8권의 후기에는 아들을 친정에 맡기고 9개월 동안 한국에 5번 간 에피소드를 그려 한국에 대한 애정을 드러내기도 했다. 일본 패션지 SPUR 7월호 강동원 특집 코너에서 강동원과 직접 만난 이야기를 만화로 그렸다. 이 만화 내용에 따르그 역시 만화를 좋아하며, 히가시무라 아키코의 만화도 읽어본 적이 있다고 밝혔다. 2017년 1월 31일에는 일본 엘르 온라인판 ELLE MEN 섹션에서는 '강동원X히가시무라 아키코' 대담의 비하인드 스토리를 담은 스페셜 동영상이 게재되어 그와의 꾸준히 연을 이어가고 있는 것으로 알려졌다. 또한, 빅뱅의 열혈 팬으로 어시스턴트들과 콘서트를 가기도 하며, 2011년 빅뱅의 《하루하루》에 대한 생각을 적은 작문과 4컷 만화를 발표하기도 하였다. 2013년에는 일본 여행사 JTB와 함께 「東村アキコと行くソウル！」(히가시무라 아키코와 간다 서울!)라는 여행 상품을 출시하기도 했다. 이 여행 상품은 히가시무라 아키코의 여성 팬들을 대상으로 하여 성황리에 진행되었다. 이를 계기로 한국 문화를 좋아하는 일본 만화가로 알려져, 2014년에는 INFINITE F의 일본 데뷔 싱글 《恋のサイン》의 앨범 재킷을 의뢰 받아 그리기도 하였다.

### 내력
1999년, 23세이 되던 해에  〈부케DX NEW YEAR 증간〉(슈에이샤)에 게재된 《후르츠 박쥐》로 데뷔했다. <Cookie> 2000년 8월호에 개재된 단편작 《갈아입기 섬머》(원제 きせかえサマー)으로 좋은 반응을 얻어, 2001년 1월호부터 《패션걸 유카》(원제 きせかえユカちゃん)를 연재하게 되었다. 괴짜이면서 재미있는 아버지의 에피소드를 그린 《패션걸 유카》의 보너스만화가 담당편집자의 눈에 띄어 <모닝> 2006년 2호에서 《해바라기 켄이치전설》(원제:ひまわりっ 〜健一レジェンド〜)를 연재 하면서부터 개그만화가로서의 주목을 받는다. <코러스> 2007년 8월호부터 연재한  육아 에세이 만화 《엄마는 텐파리스트》(원제:ママはテンパリスト)가 100만부 이상의 팔려 대히트를 치게 된 후, 젊은 여성을 중심으로 많은 지지를 받게 된다.
패션을 테마로 한 《해파리공주》(원제:海月姫)는 중학교 시절, 카고시마에 있던 해파리 수족관에 감동 받은 것을 계기로 하여 해파리를 좋아하게 되면서 영감을 받아 만든 작품으로서, 34회 코단샤 만화상과 제1회 ANAN 만화대상 3위를 거머쥐면서 다양한 팬층을 확보 하였다. 또한, 2010년에 후지TV ノイタミナ(심야애니메이션 방송)에서 TV애니메이션화, 2015년에는 영화화, 2018년에는 후지TV에서 월요일 오후 9시 드라마로 편성되면서 더 많은 인기를 끌게 되었다.
고등학교 3학년때 미대 수험을 위해 그림교실을 다니기 시작하면서 스파르타적으로 데생을 배웠는데, 이를 소재로 해 본인의 반편생을 그린 자전적 만화 《그리고 또 그리고》(원제:かくかくしかじか)는 2015년 만화대상 1위와 제19회 문화청미디어 예술제 만화부문 대상으로 선정되었다. 같은 해 《도쿄 후회망상 아가씨》(원제:東京タラレバ娘)가 제6회 ANAN 만화대상 대상을 수상하기도 했다. 《도쿄 후회망상 아가씨》(원제:東京タラレバ娘)는 20-30대 일본 여성들의 공감을 크게 불러일으키며, 2017년도 기준 330만부가 팔렸다. 폭발적인 인기 덕분에 만화 주인공들을 모델로 한 '도쿄메트로 도쿄타라레바아가씨 스탬프랠리', 'Wacoal SUHADA' 등 각종 광고와 콜라보레이션을 하기도 한다.
2013년 4월에는 교토세이카대학 만화학부에서 객원교수로 취임되었다. 2014년 2월부터 미야자키현이 위촉하여 류시원과 같이 미야자키 홍보 대사로 활동하고 있으며, 본인이 그린 만화 《메로퐁다시!》 (원제:メロポンだし!)의 캐릭터 메론퐁도 같이 위촉되어 있다.
2015년부터 《설화의 호랑이》(원제:雪花の虎)와 《미식탐정 아케치고로》(원제:美食探偵 明智五郎)을 연재하고 있으며, 2017년 12월부터는 일본의 웹툰사이트 XOY 보관됨 2018-04-09 - 웨이백 머신에서 일본인 여성과 한국인 남성의 만남을 그린 《위장불륜》 보관됨 2018-04-09 - 웨이백 머신(원제:偽装不倫)을 매주 연재 하고 있다.

## 작품

### 연재중
- 패션걸유카 (원제:きせかえユカちゃん) : cookie 2001년 1월호 ~ , 부정기연재로 현재 11권까지 발간, RIBON MASCOT COMICS
- 히가시무라 아키코의 초조한 J (원제:東村アキコのテンパってるJ) : duet 2010년1월호 ~ ,
- 설화의 호랑이 (원제:雪花の虎) : 비바나 2015년 4월호 ~ 2017년 9월호까지 연재 하다 빅코믹스피리츠 옮겨 2018년 7호 ~ , 현재 5권까지 발권, 빅코믹스
- 히모자일 (원제:ヒモザイル) : 월간모닝TWO 2015년 10호 ~ , 휴재중
- 미식탐정 아케치고로(원제:美食探偵 明智五郎) : cocohana 2015년 11월호 ~ , 현재 4권까지 발간
- 위장불륜(원제:偽装不倫) : XOY 보관됨 2022-02-07 - 웨이백 머신 2017년 12월 ~ , 네이버웹툰 (화요웹툰) 2018년 6월 ~
- 하이퍼미디 나카지마 하루코 (원제:ハイパーミディ 中島ハルコ) : cocohana 2018년 8월호 ~

### 연재종료
- 해바라기 켄이치전설 (원제:ひまわりっ 〜健一レジェンド〜) : 모닝 2006년 2호 ~ 2010년 6호, 전 13권, 모닝KC
- 텐파리스트☆베이비즈 (원제:テンパリスト☆ベイビーズ) : 슈퍼점프 2007년 21호 ~ 2008년 10호, 오슈퍼점프 2008년 April, 전 1권, 슈에이사 애장판 코믹스
- 해파리공주 (원제:海月姫) : Kiss 2008년 21호 ~ 2017년 10월호, 전 17권, 코단샤 코믹스키스
- 엄마는 텐파리스트 (원제:ママはテンパリスト) : 코러스 2007년 8월호 ~ 2011년 7월호, 전 4권, 슈에이사 애장판 코믹스
- 해파리공주외전 BARAKURA ~장미가 있는 삶~ (원제:海月姫外伝 BARAKURA〜薔薇のある暮らし〜) : Kiss Plus 2009년 11월호 ~2014년 3월호, 하츠키스 2014년 7월호 ~ 9월호, 전 2권, 와이드KC
- 주로 울고 있습니다 (원제:主に泣いてます) : 모닝 2010년 14호 ~ 2013년 4・5합병호, 전10권, 모닝KC
- 그리고 또 그리고 (원제:かくかくしかじか) : cocohana 2012년1월호 ~ 2015년3월호, 전5권, 슈에이사 애장판 코믹스
- 메로퐁다시! (원제:メロポンだし!) : 모닝 2013년26호 ~ 2014년46호, 동시에 라인만화로 배포, 전7권, 모닝KC
- 도쿄 후회망상 아가씨 (원제:東京タラレバ娘) : Kiss 2014년5월호 ~ 2017년6월호, 전9권, 코단샤 코믹스키스

### 매거진
- 히가시무라 아키코의 돌격 미용 연재 "즉석에서 미인 만드는 방법-40세, 지금이야말로 위기" (원제:東村アキコの突撃美容連載 即席「ビジンのつくりかた—40歳、今そこにある危機」) : VoCE 2015년6월호 ~ ,(단행본：코단샤 2016년 9월 13일)
- 히가시무라 아키코의 "독신왕국" (원제:東村アキコの「ひとり王国」) : Domani 2015년 10월호 ~ ,
- 롯본기힐즈에서의 만남 (원제:ズーヒルギロッポンでまちあわせ) : 다 빈치 2008년 제169호 ~ 2010년 제192호 (연재종료)
- 아키코의 고민상담실 (원제:スナックアキコのお悩み相談室) : 다 빈치 2010년 제193호 ~ 제195호 (연재종료)
- 망상 가족 계획 (원제:妄想家族計画) : 여성독신 2405호 (2009년7월7・14일호)

### 단편집
- 사랑의 스리서스 (원제:恋のスリサス) : 슈에이샤 리본마스코트코믹스, 2002년 1월 15일 발매, ISBN 4-08-856348-4
- 하얀 약속 (원제:白い約束) : 슈에이샤 리본마스코트코믹스, 2004년 11월 15일 발매, ISBN 4-08-856575-4
- 에비스 긴자천국 (원제:ゑびす銀座天国) : 슈에이샤 리본마스코트코믹스, 2005년 1월 14일 발매, ISBN 4-08-856586-X

### 한국 출간 작품
- 해파리 공주 : 전 17권, 학산문화사
- 엄마는 텐파리스트 : 전 4권, 시리얼
- 도쿄 후회망상 아가씨 : 전 9권, 학산문화사
- 그리고, 또 그리고 : 전 5권, 애니북스
- 해바라기 켄이치전설 : 전 13권, 학산문화사
- 패션걸 유카 : 현재 11권까지 발간, 학산문화사

### TV 애니메이션
- 해파리공주 (원제:海月姫) : 2010년 10월 15일 ~ 12월 31일, 총 11회,  후지TV ノイタミナ(심야애니메이션 방송)

### 드라마
- 주로 울고 있습니다 (원제:主に泣いてます) : 2012년 7월 7일 ~ 9월 8일, 후지TV, 주연: 아라이 나나오
- 도쿄타라레바아가씨 (원제:東京タラレバ娘) : 2017년 1월 18일 ~ 3월 22일, 니혼TV, 주연 : 요시타카 유리코, 사가구치 켄타로
- 해파리공주 (원제:海月姫) : 2018년 1월 15일 ~ 3월 19일, 후지TV, 주연: 요시네 교코

### 영화
- 해파리공주 (원제:海月姫) : 2014년 12월 27일, 일본 개봉, 감독: 카와무라 타이스케, 주연: 노넨 레나 / 스다마사키

## 광고
- 2017년 주식회사 마츠야 '닭고기야채된장국' CM 출연 및 일러스트
- 2016년 ANNA SUI 'ANNA SUI x 7MANGA'
- 2016년 Wacoal 'SUHADA x 東京タラレバ娘'
- 2016년 도쿄메트로 ' 東京タラレバ娘 스탬프랠리'
- 2015년 TOYOTA 'PRIUS PHVenus'
- 2015년 TAKASHIMAYA 'Amour du Chocolat!'

## 수상이력
- 엄마는 텐파리스트 (원제:ママはテンパリスト)
  - 2008년 - 이 만화를 읽어! 2009 1위
  - 2009년 - 만화대상 2009 8위 / 이 만화가 대단해! 2010 여성편 3위
- 해바라기 켄이치전설 (원제:ひまわりっ 〜健一レジェンド〜)
  - 2008년 - 만화대상 2008 11위
  - 2009년 - 이 만화를 읽어! 2010 9위
- 해파리공주 (원제:海月姫)
  - 2009년 - 이 만화가 대단해! 2010 여성편 4위
  - 2010년 - 제34회 코단샤 만화상 / 제1회 ANAN 만화대상 3위 / 만화대상 2010 7위 / 이 만화가 대단해! 2011 여성편 3위
- 주로 울고 있습니다 (원제:主に泣いてます)
  - 2011년 - 만화대상 2011 12위
- 그리고 또 그리고 (원제:かくかくしかじか)
  - 2012년 - 이 만화가 대단해! 2013 여성편 5위 / 이거 읽어 만화랭킹 BEST50 2위
  - 2013년 - 이 만화가 대단해! 2014 여성편 5위
  - 2014년 - 이 만화가 대단해! 2015 여성편 7위 / 제5회 ANAN 만화대상 준대상
  - 2015년 - 만화대상 2015 1위 / 제19회 문화청미디어 예술제 만화부문 대상

- 도쿄 후회망상 아가씨 (원제:東京タラレバ娘)
  - 2014년 - 이 만화가 대단해! 2015 여성편 2위
  - 2015년 - 제6회 ANAN 만화대상 대상